# Dolores Claiborne (novela)
Dolores Claiborne es una novela escrita por Stephen King y publicada en 1992. El texto no presenta capítulos, doble espaciado entre los párrafos o algún otro tipo de elemento divisorio; la historia es narrada por un solo personaje.

## Trama
La novela está protagonizada por Dolores Claiborne, quien en 1992 es la principal sospechosa de la muerte de Vera Donovan. Claiborne trabajaba como su ama de llaves en la Isla Little Tall (Maine) desde hacía años, pero según ella no la mató. Sin embargo, declara haber asesinado a su propio esposo, Joe St. George, en 1963 durante un eclipse solar.
Dolores Claiborne comienza a relatar su vida, su matrimonio con Joe luego de quedar embarazada de su hija Selena, la adicción de su esposo al alcohol y la violencia que esto generaba. Con el pasar de los años nacieron dos hijos más: Joe Jr. y Pete. Debido a problemas económicos, Dolores comenzó a trabajar en la casa de verano de Vera Donovan y su familia. Tras la muerte de su esposo, Vera se mudó a la isla, requiriendo de los servicios de Dolores. Durante los años que trabajó para ella, Dolores debió soportar las estrictas órdenes de Vera.
Selena, hija de Dolores, comenzó a ser víctima de abuso sexual por parte de su propio padre, hecho que motivó a Dolores a asesinarlo. Sin embargo, no sabía cómo ni cuándo hacerlo. Vera Donovan le habló a Dolores de un eclipse solar que ocurriría en el verano, lo que ella vio como una oportunidad para cometer el asesinato. Mientras ocurría el eclipse, Dolores embriagó a su esposo y provocó su caída en un pozo rodeado de zarzamoras. Posteriormente, la policía terminó por declarar la muerte de Joe como accidental, y Dolores continúa trabajando en la casa de Vera.
Los conflictos entre Vera y Dolores generan una rivalidad que los demás habitantes de la isla conocían. Cuando Vera cae por las escaleras y muere, muchos piensan que fue Dolores quien la asesinó, aflorando además las sospechas relacionadas con la muerte de su esposo. Finalmente la policía considera inocente a Dolores, quien dona el dinero de Vera a un orfanato.

## Película
La novela fue adaptada a una película homónima dirigida por Taylor Hackford y protagonizada por Kathy Bates y Jennifer Jason Leigh. Fue estrenada en 1995. En España el título fue Eclipse total.

## Conexiones con otros libros
- La Isla Little Tall es el escenario de otra novela de Stephen King, La tormenta del siglo.[1]

- Dolores amenaza a su esposo diciendo que lo denunciaría e iría a parar a la prisión de Shawshank, donde transcurre Rita Hayworth y la redención de Shawshank.

- El día del eclipse, Dolores Claiborne tiene visiones de una niña que está viendo el eclipse. Se trata de Jessie Burlingame, la protagonista de El juego de Gerald. En aquella novela también se narra esta anécdota, desde el punto de vista de Jessie.

- En el cuento "Parto en casa", de la colección Pesadillas y alucinaciones, la acción transcurre en Little Tall, y Selena St. George es mencionada en su regreso a la isla para la Cena de Acción de Gracias.

- Mr. Donovan aparece en el taller de Joe Camber para arreglar el auto en que moriría, en la novela Cujo.[2] Joe acepta comida para perro a cambio de verificar el vehículo de Donovan.